# Blue Love
Blue Love е компилация на шведско-гръцкия дует Антик. Песните са главно английски версии на песните от албума „Alli Mia Fora“ („Някой друг път“). Албумът е издаден през 2003 г. във Финландия и Швеция от „Bonnier Music“.

## Списък на песните

### Оригинален траклист
1. My Baby
2. List Of Lovers
3. Come To Me
4. Girna Ksana
5. Where Are You
6. Tora Tora
7. Time To Say Goodbye
8. Kardia Mou
9. Den M' Agapas
10. Ti Sou 'Dosa, Ti Mou 'Dose
11. Pes Mou
12. Welcome To My World

### Бонус тракове
1. Moro Mou (гръцка версия)
2. Matia Mou (гръцка версия)
3. Why? (гръцка версия)